# Pazinotus brevisplendoris
Pazinotus brevisplendoris is een slakkensoort uit de familie van de Muricidae. De wetenschappelijke naam van de soort is voor het eerst geldig gepubliceerd in 1985 door Houart.